# Abdij van Sylvanès

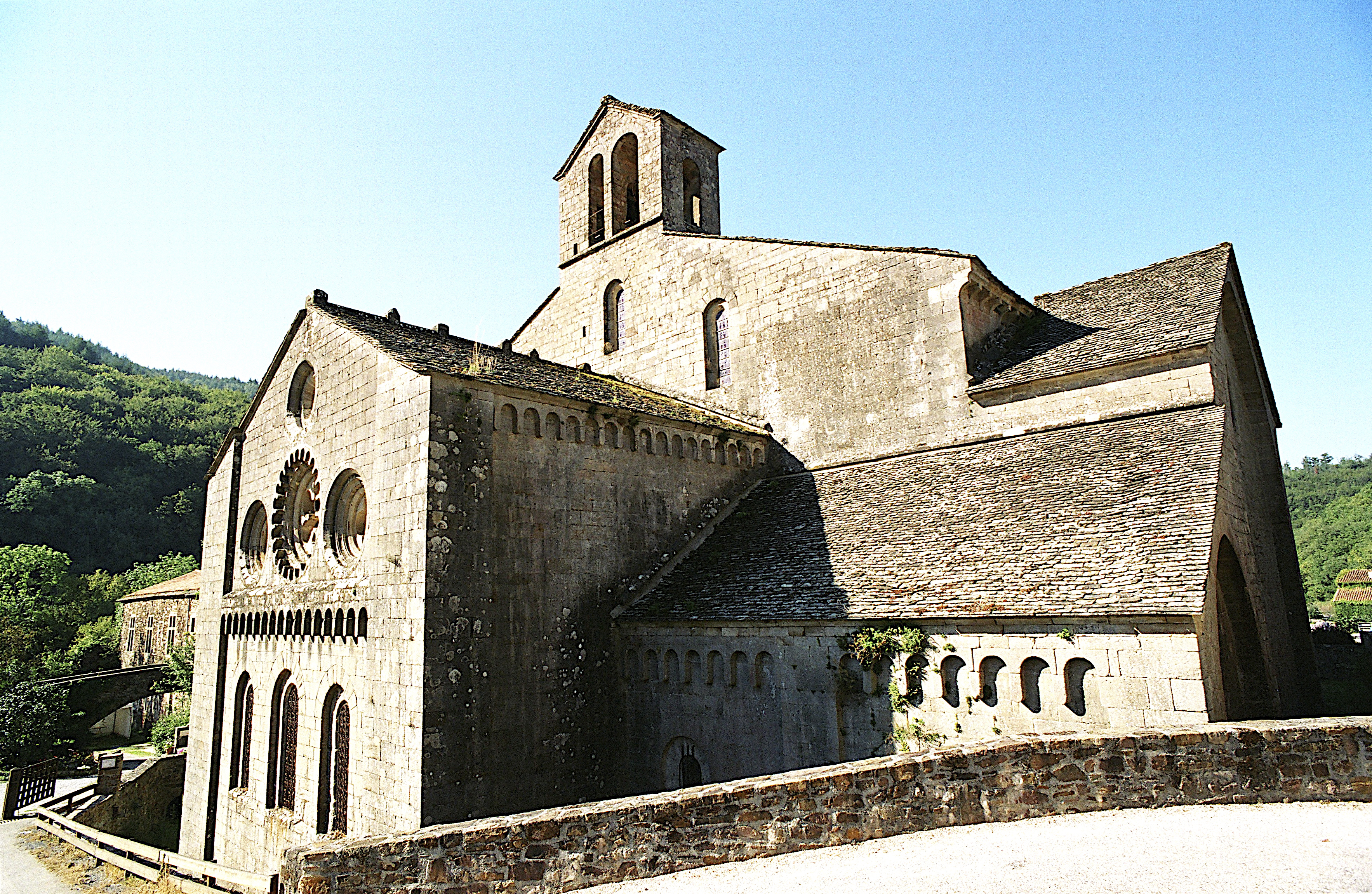
Abdij van Sylvanès

De Abdij van Sylvanès (Frans: Abbaye de Sylvanès) is een cisterciënzerabdij in romaanse stijl uit de twaalfde eeuw in Sylvanès in het departement Aveyron in de regio Occitanië in Frankrijk, ongeveer 21 km ten zuiden van Saint-Affrique gelegen aan de rivier Cabot.

## Geschiedenis
Het klooster werd in 1136, op de plaats van een kluizenarij uit 1132, gesticht als een dochterklooster van de Abdij van Mazan. De abdij hoorde bij de filiatie van de Abdij van Cîteaux. In 1146 werd vanuit de abdij het nonnenklooster van Nonenque gesticht. De abdij bezat enkele uithoven in de omgeving van de abdij. De Hugenotenoorlogen, in het bijzonder het jaar 1591, was voor de abdij een moeilijke tijd en het klooster viel in commende. In 1768 werd de abdij gesloten, maar toch woonden er in 1791 nog vier monniken. In 1791 werd de kerk een Parochiekerk en werd de rest van de abdij verkocht.

## Gebouwen

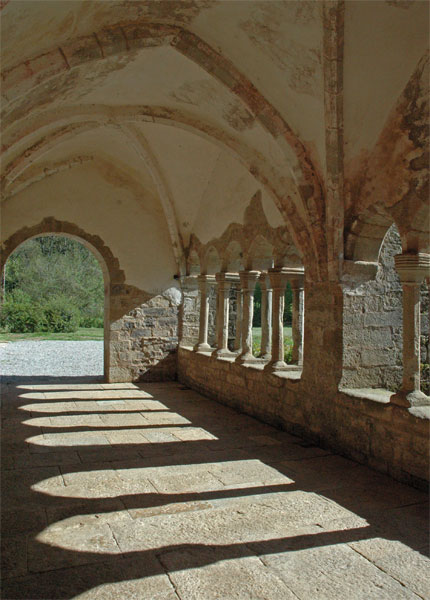
Restanten van de kloostergang

Met de bouw van de huidige kerk werd in 1151 dicht bij de oorspronkelijke plek begonnen.  Het schip van de kerk is zonder kapellen veertien meter breed en heeft vijf traveeën en een spitstongewelf met brede gordelbogen. De anderhalve meter diepe zijkapellen hebben eveneens spitstongewelven. Het transept is zesentwintig meter lang en heeft aan elke zijde twee rechthoekige kapellen. Ook het priesterkoor is rechthoekig gesloten; het chevet heeft drie ramen. De viering heeft een gewelf met steekgewelven en rein decoratieve ribben.
Van de zich ten zuiden van de kerk bevindendende clausuur zijn de kapittelzaal, de monnikenzaal en vier traveeën van de oostelijke kruisgang bewaard gebleven.

## Muziek
Na jarenlang verval is de dominicaan André Gouzes in 1975 begonnen met de restauratie van het abdijcomplex. Gouzes schreef hier in de loop der jaren vele missen, geïnspireerd op de oude Byzantijnse muziek. Hij schreef ook vele composities voor de wisselende gezangen van het getijdengebed, in totaal rond de drieduizend composities. In Frankrijk wordt zijn muziek veel gezongen in de liturgie van de Rooms-Katholieke Kerk. Een klein aantal gezangen is in het Nederlands vertaald.
In juli en augustus vindt in de abdij Le festival international de musique sacrée de Sylvanès plaats.

## Afbeeldingen

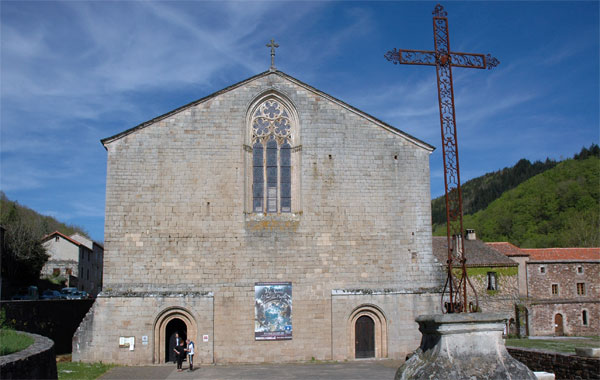
Westelijke façade van de abdij
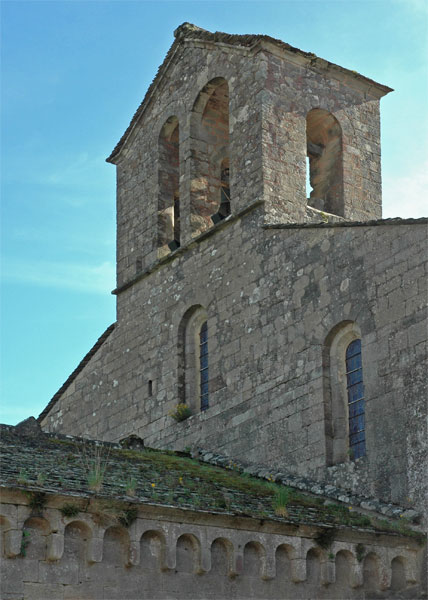
Klokkentoren
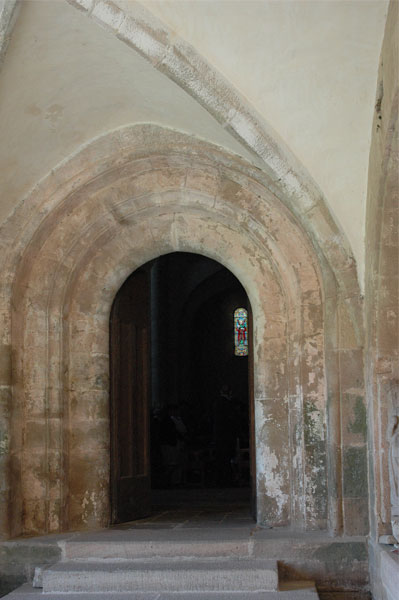
Doorgang tussen kerk en kloostergang
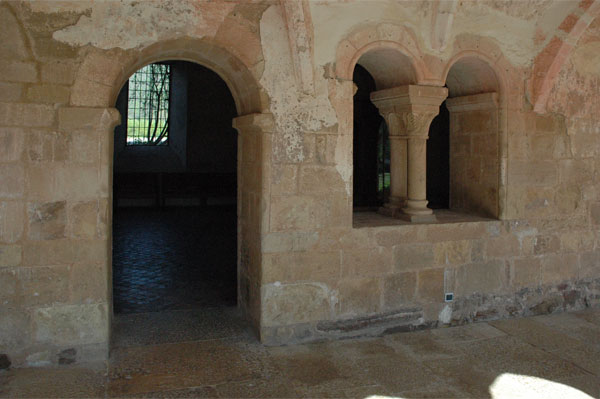
Kapittelzaal